# Ледуайен, Виржини
Виржини́ Ледуайе́н (фр. Virginie Ledoyen; 15 ноября 1976) — французская актриса.

## Биография
Ледуайен родилась в Париже и выросла в Обервилье, в семье Ольги, ресторатора, и Бернарда Фернандеса, торговца чистящими средствами и ножами. Ее дед по отцовской линии был испанцем. С двухлетнего возраста она работала фотомоделью, а позже взяла девичью фамилию своей бабушки по материнской линии, которая была театральной актрисой.
Её прорывом в кино стал фильм «Одинокая девушка» (1995), за который она была номинирована на премию Сезар как самая многообещающая актриса. Она также была дважды номинирована на премию Сезар за фильмы «Мартышки» (1993) и «Ледяная королева» (1994). За пределами Франции она стала известна благодаря роли в фильме «Пляж» (2000). Осенью 2000 года она стала лицом косметической компанией L'Oréal. В 2000 году она сыграла Козетту во французском телевизионном мини-сериале «Отверженные».
В 2013 году она была назначена членом жюри 70-го Венецианского международного кинофестиваля.

## Семья
29 сентября 2001 года Ледуайен родила дочь по имени Лила от художника-постановщика Луи Субье, с которым она познакомилась на съемках фильма «Дочь короля» в 1995 году. 
С 2006 по 2007 год она состояла в браке с кинорежиссером Иэном Роджерсом.  
С 2007 по 2015 год она находилась в отношениях с актером Ари Эльмалехом. У Ледойен и Эльмалеха есть сын Исаак, родившийся в июле 2010 года, и дочь Амалия, родившаяся в апреле 2014 года.

## Фильмография
| Год  |     | Русское название                      | Оригинальное название                         | Роль                          |
| ---- | --- | ------------------------------------- | --------------------------------------------- | ----------------------------- |
| 1987 | ф   | Подвиги молодого Дон Жуана            | Les exploits d'un jeune Don Juan              | Берта                         |
| 1988 | с   | Жизнь в упадке                        | La vie en panne                               | Джоэль                        |
| 1990 | с   | Высокое напряжение                    | Haute tension                                 | Доминик                       |
| 1991 | ф   | Мима                                  | Mima                                          | Мима                          |
| 1991 | ф   | Похититель детей                      | Le voleur d'enfants                           | Габриэль                      |
| 1993 | ф   | Сурки                                 | Les marmottes                                 | Саманта                       |
| 1994 | ф   | Приятное сумасшествие                 | La folie douce                                | Чарли Леже                    |
| 1994 | тф  | Правило человека                      | La règle de l'homme                           | Виолетта                      |
| 1994 | ф   | Холодная вода                         | L’eau froide                                  | Кристина                      |
| 1994 | с   | Все мальчики и девочки их возраста... | Tous les garçons et les filles de leur âge... | Кристина                      |
| 1995 | тф  | Чувственность                         | Les sensuels                                  |                               |
| 1995 | ф   | В дороге                              | Sur la route                                  |                               |
| 1995 | ф   | Одинокая девушка                      | A Single Girl                                 | Валери Сержа                  |
| 1995 | ф   | Церемония                             | La cérémonie                                  | Мелинда                       |
| 1995 | тф  | Жизнь Марианны                        | La vie de Marianne                            | Марианна                      |
| 1996 | ф   | Маджонг                               | Mahjong                                       | Марта                         |
| 1997 | ф   | Крэк 6-Т                              | Ma 6-T va crack-er                            |                               |
| 1997 | ф   | Героини                               | Héroïnes                                      | Джоанна                       |
| 1997 | ф   | Марианна                              | Marianne                                      | Марианна                      |
| 1998 | ф   | Жанна и отличный парень               | Jeanne et le garçon formidable                | Жанна                         |
| 1998 | ф   | Дочь солдата никогда не плачет        | A Soldier’s Daughter Never Cries              | мать Билли                    |
| 1998 | ф   | Конец августа, начало сентября        | Fin août, début septembre                     | Анна                          |
| 1998 | ф   | В самое сердце                        | En plein coeur                                | Сесиль Моде                   |
| 2000 | ф   | Пляж                                  | The Beach                                     | Француаза                     |
| 2000 | мтф | Отверженные                           | Les misérables                                | Козетта                       |
| 2001 | ф   | Любовь                                | De l'amour                                    | Мария                         |
| 2002 | ф   | 8 женщин                              | Huit Femmes                                   | Сюзон                         |
| 2003 | ф   | Кто грохнул Памелу?                   | Mais qui a tué Pamela Rose?                   | домработница                  |
| 2003 | ф   | Бон вояж!                             | Bon Voyage                                    | Камилла                       |
| 2004 | ф   | Сэнт Анж                              | Saint Ange                                    | Анна Жюрен                    |
| 2006 | ф   | Дублёр                                | The Valet                                     | Эмилия                        |
| 2006 | ф   | Лес теней                             | The Backwoods                                 | Люси                          |
| 2006 | ф   | Холли                                 | Holly                                         | Мария                         |
| 2006 | тф  | Осажденная крепость                   | La forteresse assiégée                        | императрица Евгения           |
| 2007 | ф   | Давай поцелуемся                      | Un baiser s'il vous plaît                     | Юдит                          |
| 2008 | ф   | Каждый хочет любить                   | Mes amis, mes amours                          | Одри                          |
| 2008 | ф   | Зануда                                | L'Emmerdeur                                   | Луиза                         |
| 2009 | ф   | Армия преступников                    | L’Armée du crime                              | Мелини Манучян                |
| 2009 | с   | Мистер Мокки представляет             | Myster Mocky présente                         |                               |
| 2010 | ф   | Всё то, что сверкает                  | Tout ce qui brille                            | Агата                         |
| 2011 | с   | XIII                                  | XIII: The Series                              | Ирина Светланова              |
| 2012 | ф   | Прощай, моя королева                  | Les adieux à la reine                         | герцогиня Иоланда де Полиньяк |
| 2018 | ф   | Горячие мамочки                       | MILF                                          | Сесиль                        |
| 2023 | ф   | Только ты и я                         | L'Amour et les Forêts                         | Кэндис                        |
| 2024 | ф   | Синистер. Пожиратель душ              | Le mangeur d'âmes                             | Элизабет Гардиано             |